# Тенрю (крейсер)

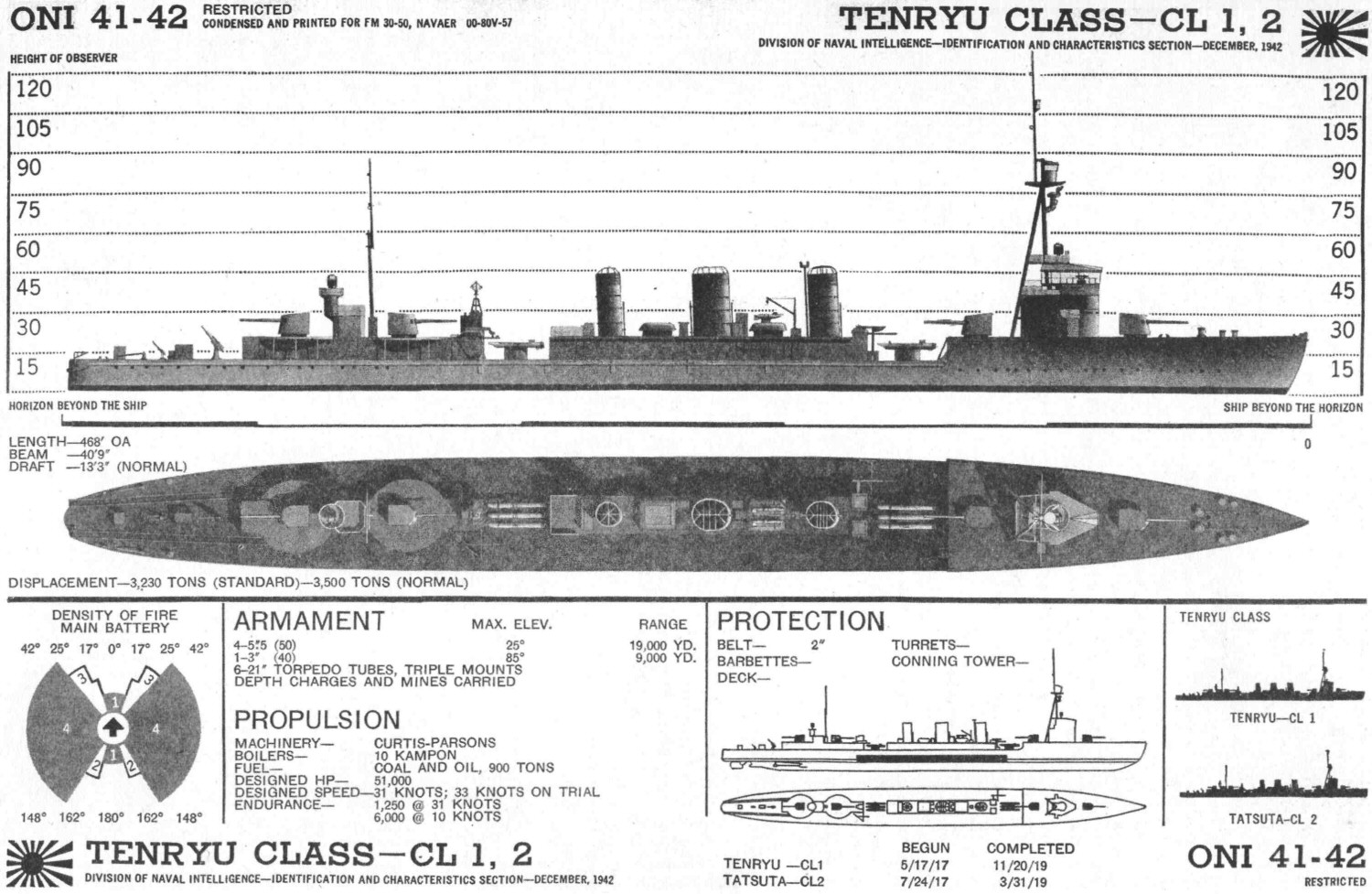
Схема «Тенрю»

Тенрю (Tenryu, яп. 天龍) — легкий крейсер Імперського флоту Японії, який взяв участь у Другій світовій війні.
Корабель, який став першим серед крейсерів типу «Тенрю», спорудили у 1919 році на верфі ВМФ у Йокосуці.
У травні 1938-го на тлі Другої японо-китайської війни Тенрю залучили до операції з оволодіння портом Амой (Сямень), розташованим біля південного входу до Тайванської протоки. Тенрю належав до загону з 1 важкого крейсера, 4 легких крейсерів та 10 есмінців, який вранці 10 травня 1938-го розпочав бомбардування китайських позицій, що допомогло десанту морських піхотинців оволодіти Амоєм за дві доби.
Станом на літо 1941-го Тенрю належав до 18-ї дивізії крейсерів, яка підпорядковувалась Четвертому флоту. Останній мав головну базу на атолі Трук у центральній частині Каролінських островів та на початковому етапі війни здійснив низку операцій з розширення японського контролю в Мікронезії та вторгнення до Меланезії. Ще до початку бойових дій основні сили Четвертого флоту перейшли з Труку на атол Кваджелейн (Маршаллові острови).

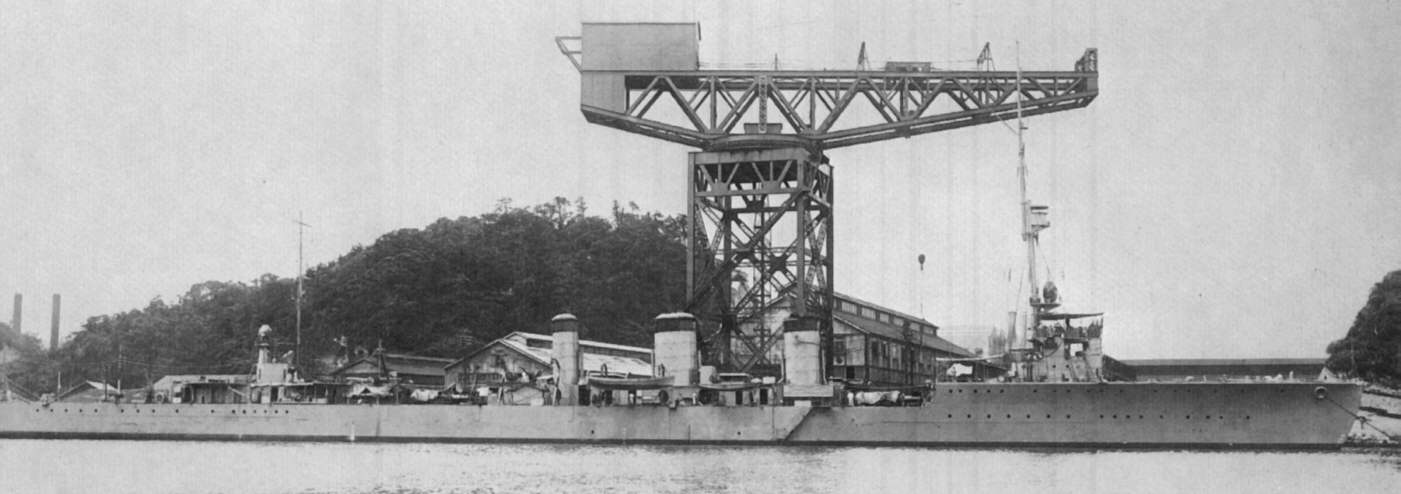
Крейсер «Тенрю» під час будівництва

8 грудня 1941-го Тенрю та ще два легкі крейсери і шість есмінців рушили з Кваджелейну для захоплення острова Вейк (вісім сотень кілометрів на північ від Маршаллових островів). Атака на Вейк відбулась 11 грудня, при цьому незначний гарнізон острова зміг завдати японському загону втрат і примусити до відступу, потопили два есмінці. У цьому бою Тацута зазнав лише незначних пошкоджень, коли ворожий винищувач обстріляв його з кулеметів і поцілив носовий торпедний апарат (кілька торпед пошкоджено, проте цього було недостатньо для їх детонації). 13 грудня японці повернулись на Кваджелейн.
Невдовзі Тенрю вирушив до Вейку у складі значно потужнішого з'єднання, оскільки тепер японське командування додатково залучило 2 авіаносці й 6 важких крейсерів у супроводі 4 есмінців. Як наслідок, 23 грудня 1941-го гарнізон острова примусили до капітуляції. 27 грудня Тенрю повернувся на Кваджелейн, а 29 грудня 1941 — 3 січня 1942 пройшов звідси на Трук.
У середині січня 1942-го корабель залучили до операції з оволодіння архіпелагом Бісмарка. 23 січня Тенрю вийшов з Труку разом з іншим крейсером 18-ї дивізії «Тацута» та трьома есмінцями, маючи завдання забезпечувати безпосередній супровід транспортів з десантом для захоплення Кавієнга на північному завершенні острова Нова Ірландія (надалі тут облаштують другу за значенням японську базу в архіпелазі). У ніч проти 23 січня відбулась висадка й за кілька годин японські морські піхотинці узяли Кавієнг під контроль.
3 лютого 1942-го крейсери 18-ї дивізії полишили Кавієнг та 9 лютого разом з 23-ю, 29-ю та 30-ю дивізіями ескадрених міноносців забезпечували висадку на півострові Сурумі (центральна частина південного узбережжя Нової Британії), де японці захопили невеличкий австралійський аеродром у Гасматі (після розширення його перетворили на резервний майданчик, призначений для забезпечення аварійних посадок літаків). 13 лютого Тенрю і Тацута полишили Гасмату і 18 числа прибули на Трук.
20 лютого 1942-го кораблі 18-ї дивізії та 3 важкі крейсери вийшли в море, готуючись до протидії ворожому авіаносному з'єднанню, виявленому на початковому етапі рейду проти Рабаула. Врахувавши втрату ефекту несподіванки, американці відмовились від рейду, а японські крейсери 23 лютого повернулись на Трук. Тут зенітне озброєння Тенрю посилили двома спареними установками 25-мм автоматів.
2—5 березня 1942-го Тенрю і Тацута перейшли з Труку до Рабаула, і невдовзі разом з легким крейсером Юбарі та шістьома есмінцями вирушили звідси для супроводу загону, який мав доправити десант на Нову Гвінею до Лае (на сході острова у глибині затоки Хуон). Висадка 8 березня не зустріла спротиву і тієї ж доби 18-та дивізія полишила цей район (можливо відзначити, що 10 березня інша частина загону стала ціллю для американської авіаносної авіації, унаслідок удару якої по Лае ряд допоміжних суден були втрачені, а половина бойових кораблів зазнала пошкоджень).
9 березня 1942-го Тенрю і Тацута прибули до Буки (порт на однойменному острові біля північного завершення значно більшого острова Бугенвіль). Протягом наступних кількох тижнів вони разом з 6-ю дивізією (важкі крейсери, що діяли в інтересах Четвертого флоту) здійснили ряд переходів за маршрутом Бука — Рабаул — Бука — прохід Мьове (район Кавієнга) — Рабаул, а 28 березня були залучені до операції, під час якої японці зайняли якірну стоянку Шортленд (прикрита групою невеликих островів Шортленд акваторія біля південного завершення острова Бугенвіль, де надалі під час кампанії на Соломонових островах до осені 1943-го знаходитиметься передова база легких сил та пункт перевалювання вантажів для їх подальшої відправки далі на схід) і порт Кієта (східне узбережжя Бугенвіля).
1 квітня 1942-го 18-та та 6-та дивізії крейсерів повернулись до Рабаула, потім перейшли до проходу Мьове, а 7—8 березня пройшли до острова Манус у групі островів Адміралтейства в межах операції з осадження гарнізоном цього пункту, розташованого за шість сотень кілометрів на північний захід від Рабаула, поблизу комунікацій, що вели до архіпелагу Бісмарка з Труку та іншого важливого транспортного хабу Палау. У цій операції, так само як і у зайнятті Шортленду та Кієти, крейсерські сили супроводжували кораблі 30-ї дивізії ескадрених міноносців (одна з двох дивізій есмінців Четвертого флота). 8—10 квітня всі крейсери здійснили перехід на Трук.
Через кілька тижнів Тенрю залучили до операції, яка мала за мету взяття під контроль центральних і східних Соломонових островів, а також Порт-Морсбі на оберненому до Австралії узбережжі Нової Гвінеї. 28 квітня він разом з Тацута полишив Трук і попрямував на південь. 3 травня крейсери прикривали гідроавіаносці Камікава-Мару та Кійокава-Мару, що за підтримки двох переобладнаних канонерських човнів започаткували базу гідроавіації в Реката-Бей на північному узбережжі острова Санта-Ісабель. Невдовзі крейсери та Камікава-Мару попрямували через Соломонове море до архіпелагу Луїзіада (лежить біля південно-східного завершення Нової Гвінеї), де 7 березня на острові Дебойне розгорнули передову базу гідролітаків, звідки мали провадити розвідку в межах плану захоплення Порт-Морсбі. Втім, після битви авіаносців 8 травня в Кораловому морі операцію скасували і Тенрю повернувся в район Рабаула.
13 травня 1942-го Тенрю полишив Рабаул та 23 травня прибув до Майдзуру. Тут він провів кілька тижнів на ремонті та модернізації, під час якої, зокрема, отримав дві додаткові спарені установки 25-мм зенітних автоматів. 15—23 червня крейсер пройшов на Трук.
У середині липня 1942-го Тенрю перебував у архіпелазі Бісмарка. 20 липня крейсери 18-ї дивізії разом з 3 есмінцями вийшли з Рабаула для прикриття транспортів, що мали доправити десант на Нову Гвінею в район Буни (східне узбережжя півострова Папуа), звідки японське командування розраховувало досягнути Порт-Морсбі суходолом. 21 липня загін прибув до пункту призначення та висадив війська, а 24 липня кораблі повернулись у Рабаул.
7 серпня 1942-го союзники висадились на сході Соломонових островів, що започаткувало шестимісячну битву за Гуадалканал. 8 серпня Тенрю рушив до цього острова у складі загону з 5 важких та 2 легких крейсерів і 1 есмінця, який у ніч проти 9 числа провів бій біля острова Саво. Під час останнього два важкі крейсери і Тенрю вступили в артилерійський бій з важким крейсером USS Quincy, який зазнав пошкодження, загорівся та спробував відійти. У цей момент Quincy був уражений двома торпедами з Тенрю та в підсумку затонув. Тенрю також був пошкоджений, ймовірно, артилерією важкого крейсера USS Chicago, загинуло 23 члени екіпажу. Після битви японський загін узяв курс на архіпелаг Бісмарка, при цьому Тенрю разом з іншим легким крейсером та флагманським важким крейсером прибув до Рабаула.
17 серпня 1942-го Тенрю разом з кількома більш дрібними кораблями вийшов із Рабаула для супроводу трьох транспортів у район Буни. Наступної доби серпня загін досягнув цього району та розвантажився в Басабуа, після чого рушив назад.

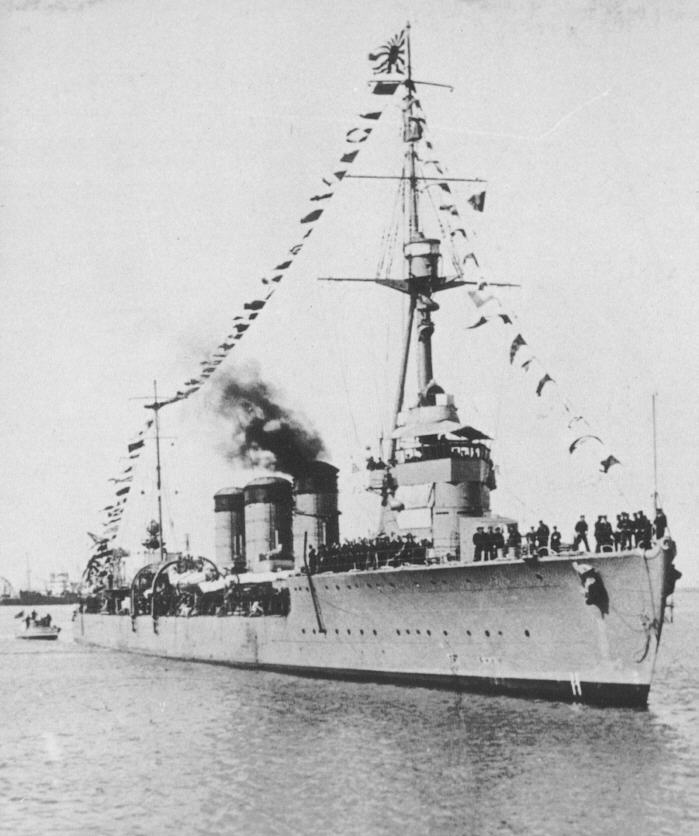
Крейсер «Тенрю» в Шанхаї у 1934

24 серпня 1942-го Тенрю і Тацута разом з 3 есмінцями вийшли з Рабаула для прикриття десанту в затоку Мілн-Бей на південно-східному завершенні Нової Гвінеї. Висадка відбулась 26 серпня, а за дві доби кораблі повернулись у Рабаул. Тим часом у Мілн-Бей японці неочікувано зустрілись на суходолі з сильним спротивом, і того ж 28 серпня Тенрю і Тацута разом з 3 есмінцями (але іншими, ніж у попередньому поході) рушили до району боїв, де 29 серпня висадили майже вісім сотень бійців 3-го батальйону морської піхоти ВМБ Куре. 30 серпня загін повернувся в Рабаул. У наступні кілька діб справи в Мілн-Бей йшли дедалі гірше й після доповіді командира одного з есмінців, який здійснив туди транспортний рейс, японське командування вирішило припинити операції. 4 вересня крейсери 18-ї дивізії попрямували з цією метою до Мілн-Бей, звідки в ніч проти 6 вересня евакуювали залишки десанту.
11–12 вересня 1942-го Тенрю здійснив безрезультатний вихід з Рабаула для порятунку членів екіпажу есмінця «Яйой», який був потоплений авіацією під час пошуку японських десантників на островах неподалік від Мілн-Бей.
18–20 вересня 1942-го Тенрю здійснив перехід на Трук, звідки повернувся вже 24 числа із прийнятими на борт 56 морськими мінами, які мав виставити разом з іншим кораблем 18-ї дивізії біля острова Тулагі (в протоці північніше від Гуадалканалу). Втім, оскільки «Тацута» не вдалось забезпечити цією амуніцією, Тенрю вивантажив міни в Рабаулі.
2 жовтня 1942-го під час нальоту на Рабаул Тенрю зазнав прямого влучання бомби в кормову частину, загинуло 22 члени екіпажу. Крім того, кілька бомб вибухнули неподалік. Як наслідок, до 20 жовтня крейсер проходив аварійне відновлення за допомогою ремонтного судна «Хаккай-Мару».
25–27 жовтня 1942-го Тенрю здійснив вихід із Рабаула в район Мілн-Бей для порятунку японських бійців із 5-го батальйону морської піхоти ВМБ Сасебо на островах Д'Антркасто (саме їх за півтора місяця до того намагався зняти «Яйой»). У ніч проти 26 числа йому вдалося прийняти з острова Санароа 260 військовослужбовців (втім, можливо відзначити, що не всім японцям вдалось полишити архіпелаг і невдовзі вони загинуть унаслідок операції союзників).
31 жовтня — 1 листопада 1942-го Тенрю перейшов на якірну стоянку Шортленд, звідки мав узяти участь у постачанні японського угруповання на Гуадалканалі, яке відчувало серйозні логістичні проблеми. Вже 2–3 листопада крейсер разом з 11 есмінцями здійснив рейс до острова. Наступні розвантаження на Гуадалканалі відбулись у ніч проти 6 та 9 листопада.

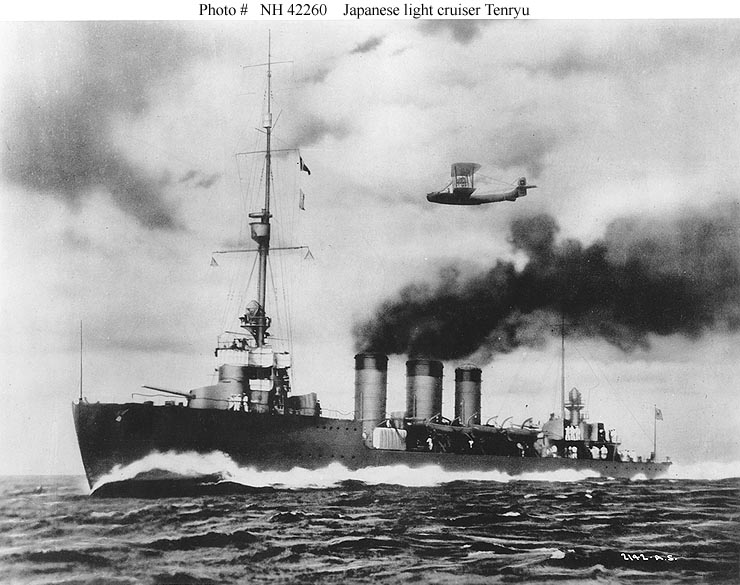
Крейсер «Тенрю» у перший рік служби

З 12 по 15 листопада 1942-го біля Гуадалканалу відбулось кілька важливих боїв, пов'язаних зі спробою японського командування доправити на острів великі підкріплення. Тенрю 13 листопада вирушив до Гуадалканалу у складі групи, яка в підсумку включила 4 важкі крейсери, ще один легкий крейсер та 5 есмінців і мала завдання провести артилерійську підтримку проводження конвою транспортів. Можливо відзначити, що за місяць до того у подібній ситуації різні групи японських лінкорів та важких крейсерів протягом кількох ночей не без успіху обстрілювали розташований на Гуадалканалі аеродром Гендерсон-Філд), втім, тепер результат був значно гіршим. 14 листопада американська авіація з Гендерсон-Філд та авіаносця USS Enterprise розпочала дії проти японських кораблів. Спершу ціллю для літаків став загін, до якого належав Тенрю, при цьому був знищений 1 та пошкоджені 2 важкі крейсери, а потім авіація узялась за розгром транспортного конвою (6 суден з 11 потопили, ще одне пошкодили та примусили повернутись на Шортленд). Втім, сам Тенрю не постраждав та 15 листопада прибув на Шортленд, звідки 22—23 числа перейшов у Рабаул.
Тим часом союзники розпочали на Новій Гвінеї наступ на район Буни, гарнізон якої невдовзі опинився у важкому становищі. Великі логістичні проблеми були й у іншого гарнізону японців на східному узбережжі острова, в районі Лае — Саламауа. У таких умовах японське командування вирішило організувати велику базу в Маданзі на північно-східному узбережжі Нової Гвінеї. 16 грудня сюди з Рабаула вирушили судна з військами в супроводі «Тенрю» та чотирьох есмінців. Американське командування отримало відповідні дані та спрямувало до Мадангу підводний човен USS Albacore. 18 грудня японський загін успішно вивантажив бійців та будівельний загін, що мав споруджувати аеродром, і без особливих втрат переніс авіаудари, але надвечір по кораблях дали триторпедний залп з USS Albacore. Дві торпеди поцілили Тенрю, машинне відділення швидко заповнилось водою і крейсер втратив хід. Командир японського загону перейшов на есмінець «Ізонамі», а за дві години після атаки Тенрю затонув. У інциденті загинуло 23 члени екіпажу, решту прийняли на есмінець «Судзукадзе».